# ترانسفورماتور زمین

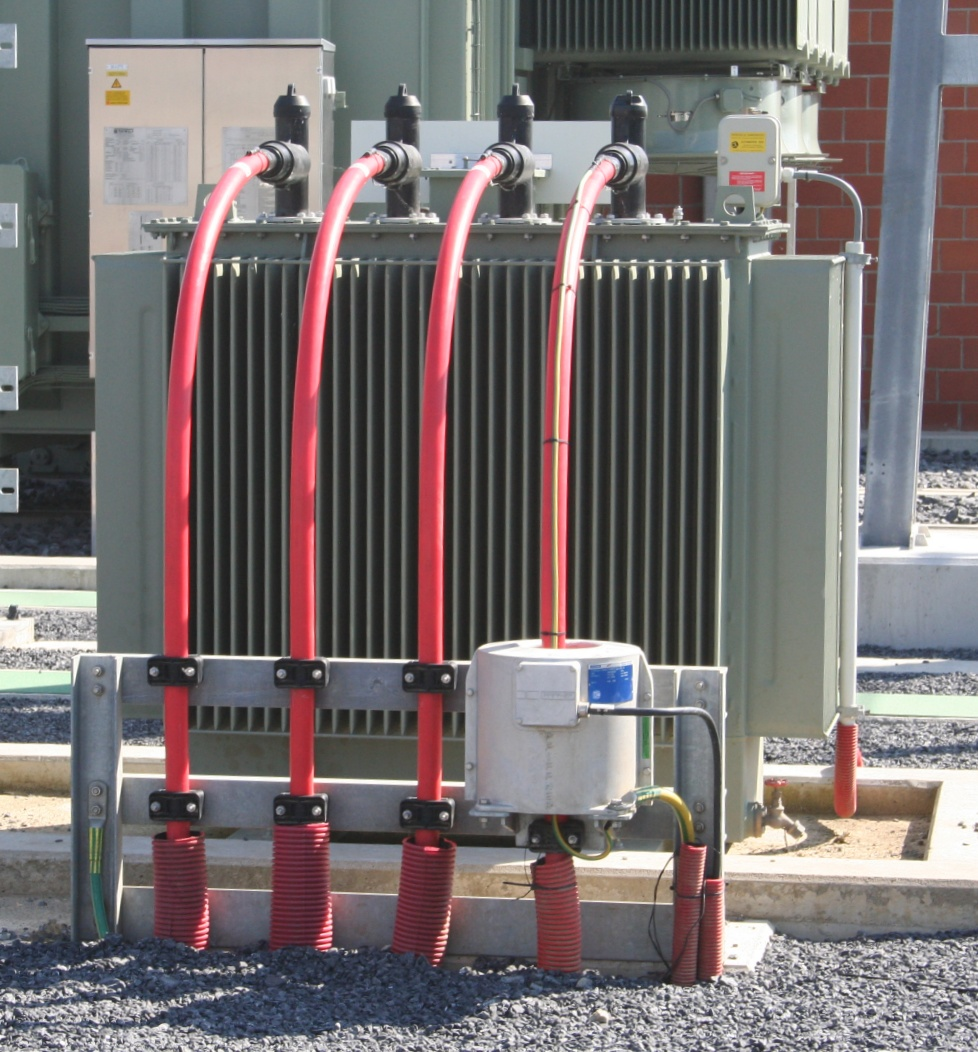
یک ترانسفورماتور زمین ۳۶ کیلو واتی در یک پست ۴۰۰ کیلو ولت با یک سیستم ترانسفورماتوری سه‌ستاره که برای تأمین ترمینال مجازیِ اتصال به زمین (و نول، برای ترانسفورماتور سه‌ستارهٔ اصلی) از آن استفاده شده‌است.

ترانسفورماتور زمین (انگلیسی: Grounding transformer) ترانسفورماتوری کمکی است که در جهت فراهم کردن نقطه خنثای مصنوعی؛ در ترانسفورماتورهای با توان الکتریکی سه فاز، برای فراهم کردن مسیر اتصال زمین، به یک سیستم اتصال ستاره یا مثلث فاقد اتصال زمین استفاده می‌شود. ترانسفورماتورهای زمین بخشی از سیستم اتصال به زمین در شبکه برق هستند. آن‌ها امکان دسترسی یک سیستم سه فازی به‌صورت دلتا متصل شده را به نول برای بارها، فراهم می‌سازند. اتصال آن به صورت زیگزاگ است.